# میناموتو نو یوشیتومو
میناموتو نو یوشیتومو (به ژاپنی: 源 義朝 Minamoto no Yoshitomo); ۱ ژانویهٔ ۱۱۲۳ – ۱۱ فوریهٔ ۱۱۶۰) سامورایی در دوره هی‌آن، رهبر خاندان میناموتو، پدر میناموتو نو یوریتومو، نخستین شوگون از شوگون‌سالاری کاماکورا اهل ژاپن بود.

## خانواده
- پدر: میناموتو نو تامه‌یوشی (源為義, ۱۰۹۶–۱۱۵۶)
- مادر: دختر فوجیوارا نو تاداکیو  (藤原忠清の娘)
  - همسر: یورا گوزن (由良御前, ?–۱۱۵۹), "اوراهیمه" (由良姫), دختر فوجیوارا نو سوئه‌نوری (藤原季範).
    - سومین پسر: میناموتو نو یوریتومو (源頼朝, ۱۱۴۷–۱۱۹۹)
    - چهارمین پسر: میناموتو نو یوشیکادو (源義門, ?–?)
    - پنجمین پسر: میناموتو نو ماره‌یوشی (源希義, ۱۱۵۲–۱۱۸۰ یا ۱۱۸۲)

  - همسر غیراصلی: توکیوا گوزن (常盤御前, ۱۱۳۸–۱۱۸۰)
    - هفتمین پسر: آنو زنجو (阿野全成, ۱۱۵۳–۱۲۰۳)
    - هشتمین پسر: میناموتو نو گیئن (源義円, ۱۱۵۵–۱۱۸۱)
    - نهمین پسر: میناموتو نو یوشی‌تسونه (源義経, ۱۱۵۹–۱۱۸۹)

  - همسر غیراصلی: دختر میئورا یوشی‌آکی (三浦義明娘)
    - پسر اول: میناموتو نو یوشی‌هیرا (源義平, ۱۱۴۱–۱۱۶۰)

  - همسر غیراصلی: خواهر هاتانو یوشیمیچی (波多野義通妹)
    - دومین پسر: میناموتو نو توموناگا (源朝長, ۱۱۴۳–۱۱۶۰)

  - معشوقه: یک یوجو از شهر ایکه‌دا، اوساکا (池田宿)
    - ششمین پسر: میناموتو نو نوری‌یوری (源範頼, ۱۱۵۰–۱۱۹۳)

  - معشوقه: آشپز آئوهاکا چوجا (青墓長者大炊)